# Chicken Ranch
Chicken Ranch var et illegalt bordel der lå i den amerikanske delstat Texas omkring 4 kilometer fra byen La Grange. Bordellet åbnede i 1905 og lukkede i 1973. I november 1972 opdagede de lokale myndigheder hvad der foregik og begyndte at overvåge bordellet. Efter mange stridigheder mellem en journalist der ønskede at lukke bordellet og Texas guvernør, Dolph Briscoe, lukkede Chicken Ranch den 1. august 1973 og åbnede aldrig igen.
I dag er bygningen helt tilgroet og sammenstyrtet, mens grusvejen, der fører derned er lukket permanent. Bordellet inspirerede sangen La Grange af det amerikanske rockband ZZ Top, der udkom i 1973.